# Missy-aux-Bois
Missy-aux-Bois település Franciaországban, Aisne megyében. Lakosainak száma 98 fő (2022. január 1.). Missy-aux-Bois Chaudun, Courmelles, Dommiers, Ploisy és Saconin-et-Breuil községekkel határos.

## Népesség
A település népességének változása:
| Lakosok száma | 104  | 107  | 107  | 102  | 114  | 104  | 97   | 94   | 95   | 98   |
|               | 1968 | 1982 | 1990 | 2006 | 2013 | 2015 | 2017 | 2019 | 2020 | 2022 |